# Над Черемошем (фильм)
«Над Черемошем» — советский художественный фильм режиссёра Григория Крикуна, снятый в 1954 году на Киевской киностудии им. Александра Довженко.
Экранизация повести Михаила Стельмаха.
Премьера фильма состоялась в 7 февраля 1956 году.

## Сюжет
Действие фильма происходит в 1947—1948-е годы на Западной Украине. В буковинском селе идёт процесс коллективизации. Люди по разному относятся к этому. Тем более, что местные куркули (кулаки) угрожают селянам, решившим вступить в колхоз, бандеровские банды устраивают засады в лесах, запугивают и угрожают крестьянам расправой.

## В ролях
- Анна Бабиивна — Василина
- Михаил Белоусов — Михайло Чернега
- Ярослав Геляс — Николай Сенчук
- Любовь Калачевская — Елена
- Дмитрий Капка — дед
- Григорий Козаченко — Бундзяк
- Константин Кульчицкий — Качмала
- Елена Лицканович — Ксения
- Дмитрий Милютенко — игумен
- Фёдор Радчук — Савва Дмитрак
- Алла Ролик — Маричка
- Анна Сумская — эпизод
- Владимир Сокирко — Марьян
- Николай Москаленко — Василь
- Борис Безгин — эпизод
- Пётр Михневич — эпизод
- Николай Пишванов — бандеровец
- Галина Будылина — эпизод
- Пётр Масоха — Галибей
- Виктор Жихарский — Вацеба
- Юрий Лысенко — эпизод
- Николай Досенко — агроном
- Николай Шутько — шофёр (нет в титрах)
- Александр Дегтярь — директор МТС